# Schwellbrunn
Schwellbrunn é uma comuna da Suíça, no Cantão Appenzell Exterior, com cerca de 1.494 habitantes. Estende-se por uma área de 17,39 km², de densidade populacional de 86 hab/km². Confina com as seguintes comunas: Degersheim (SG), Herisau, Mogelsberg (SG), Sankt Peterzell (SG), Schönengrund, Urnäsch, Waldstatt. 
A língua oficial nesta comuna é o Alemão.